# Little Jason Lagoon
Die Little Jason Lagoon (englisch für Kleine Jason-Lagune) ist eine nahezu kreisrunde Lagune von 650 m im Durchmesser an der Nordküste Südgeorgiens. Sie liegt am Kopfende des Jason Harbour und ist mit diesem über einen schmalen Durchlass verbunden.
Der Name der Lagune ist bereits vor 1920 geläufig. Wissenschaftler der britischen Discovery Investigations nahmen 1929 Vermessungen vor und benannten sie als Nogood Lagoon (englisch für Ungute Lagune), da sie sie per Boot über den Durchlass nicht erreichen konnten. Diese Benennung setzte sich jedoch nicht durch, insbesondere nachdem der South Georgia Survey bei Vermessungen in den Jahren von 1951 bis 1952 die althergebrachte Benennung wieder einsetzte. Namensgebend ist vermutlich die Benennung des Jason Harbour, dessen Namensgeber wiederum das Schiff Jason ist, mit dem der norwegische Walfangunternehmer Carl Anton Larsen die Bucht bei seiner von 1892 bis 1894 dauernden Antarktisfahrt besuchte.